# Maxime Ogando
 (avril 2025).
Motif : notoriété non démontrée
- Archive Wikiwix
- Bing
- Cairn
- DuckDuckGo
- E. Universalis
- Gallica
- Google
- G. Books
- G. News
- G. Scholar
- Persée
- Qwant
- (zh) Baidu
- (ru) Yandex
- (wd) trouver des œuvres sur Wikidata

| 1. | Préciser le motif de la pose du bandeau. | Précisez le motif de la pose du bandeau en utilisant la syntaxe suivante : {{admissibilité à vérifier\|date=avril 2025\|motif=remplacez ce texte par le motif}}                    |
| 2. | Informer les utilisateurs concernés.     | Pensez à avertir le créateur de l'article, par exemple, en insérant le code ci-dessous sur sa page de discussion : {{subst:avertissement admissibilité à vérifier\|Maxime Ogando}} |

Maxime Ogando, né le 2 avril 1999 à Metz, est un handballeur français évoluant au poste d'ailier gauche. Depuis 2023, il joue pour le Limoges Handball.

## Biographie
Originaire de Metz, Maxime Ogando commence le handball par Courcelles-Chaussy puis Metz pour Nancy Handball, où il rejoint le centre de formation. Après 7 saisons au club, il intègre ensuite l'équipe première de Limoges Handball en 2023 en Starligue. Après une première saison en compagnie de Ángel Fernández Pérez, il est en poste pour remplacer Hichem Daoud il est passé numéro un sur son poste. Maxime Ogando s'est engagé pour deux saisons supplémentaires il est lié au club du LH jusqu'en juin 2027.
Lors de la saison 2024-2025, il participe à la Ligue européenne et dispute les demi-finales de Coupe de France.

## Palmarès

### En club
Compétitions nationales
- Finaliste des Playoffs de Championnat de France de D2 : 2021